# Вест-Гомстед (Пенсільванія)
Вест-Гомстед (англ. West Homestead) — місто (англ. borough) в США, в окрузі Аллегені штату Пенсільванія. Населення — 1872 особи (2020).

## Географія
Вест-Гомстед розташований за координатами 40°23′38″ пн. ш. 79°54′37″ зх. д. / 40.39389° пн. ш. 79.91028° зх. д. (40.393780, -79.910190).  За даними Бюро перепису населення США в 2010 році місто мало площу 2,62 км², з яких 2,39 км² — суходіл та 0,24 км² — водойми.

## Демографія
Згідно з переписом 2010 року, у селищі мешкало 1929 осіб у 865 домогосподарствах у складі 523 родин. Густота населення становила 735 осіб/км².  Було 995 помешкань (379/км²).
Расовий склад населення:
| - 84,0 % — білих - 12,9 % — чорних або афроамериканців - 0,4 % — азіатів - 0,1 % — корінних американців |

До двох чи більше рас належало 2,3 %. Частка іспаномовних становила 0,9 % від усіх жителів.
За віковим діапазоном населення розподілялося таким чином: 16,7 % — особи молодші 18 років, 59,2 % — особи у віці 18—64 років, 24,1 % — особи у віці 65 років та старші. Медіана віку мешканця становила 49,1 року. На 100 осіб жіночої статі у селищі припадало 93,9 чоловіків;  на 100 жінок у віці від 18 років та старших — 89,8 чоловіків також старших 18 років.
Середній дохід на одне домашнє господарство  становив 57 478 доларів США (медіана — 50 032), а середній дохід на одну сім'ю — 72 320 доларів (медіана — 67 717). Медіана доходів становила 39 653 долари для чоловіків та 41 518 доларів для жінок. За межею бідності перебувало 9,0 % осіб, у тому числі 7,9 % дітей у віці до 18 років та 2,9 % осіб у віці 65 років та старших.
Цивільне працевлаштоване населення становило 807 осіб. Основні галузі зайнятості: освіта, охорона здоров'я та соціальна допомога — 23,3 %, науковці, спеціалісти, менеджери — 11,6 %, фінанси, страхування та нерухомість — 9,9 %, роздрібна торгівля — 9,3 %.